# Mico melanurus
Mico melanurus és una espècie de primat de la família dels cal·litríquids que viu al Brasil.